# Fotoelektron-sokszorozó
A  Bay Zoltán magyar fizikus nevéhez fűződő fotoelektron-sokszorozók (fényelektromos sokszorozók, angolul photomultiplier tube, PMT) az ultraibolya, látható vagy közeli infravörös tartományban nagyon érzékeny detektorok. Ezek a detektorok oly mértékben sokszorozzák az eredeti fény által keltett elektront, hogy egyetlen foton észlelése is lehetővé válik.

A fotoelektron-sokszorozó cső vázlatos felépítése

A fotoelektron-sokszorozókat üveg vákuumcsövekből készítik, melyben egy fotokatód, 8-24 dinóda és egy anód kap helyet. Az egymást követő diódáknak egyre pozitívabb az elektromos potenciálja, így az egyikből kilépő elektron gyorsulva jut a következőhöz. De hogy kerül oda az elektron? Az eredeti fotonok a fotokatódból elektront ütnek ki fotoeffektussal. Ezeket az elektronokat fókuszáló elektródával az első dinódára irányítják, melybe becsapódva az elektromos térrel felgyorsított elektron több elektront vált ki (másodlagos emisszió). Hasonló sokszorozás miatt az egymást követő dinódákhoz egyre több elektron jut el.
Végül az elektronok az anódra jutnak, ahol egy éles feszültségcsúcsot adnak eredményül.

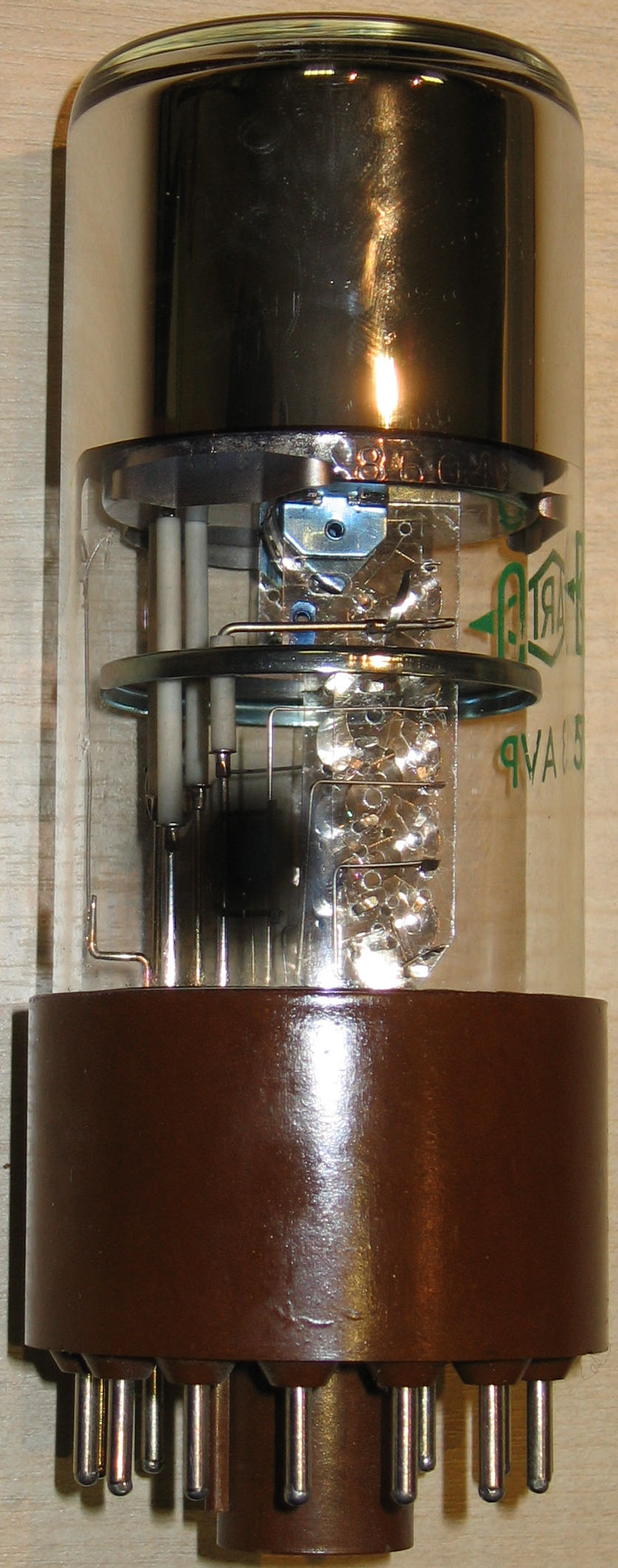
Fotoelektron-sokszorozó

Minél több dinódát alkalmazunk, annál nagyobb lesz az erősítés, viszont a jelet annál nagyobb késéssel kapjuk meg az anódon. Az erősítés nagysága lehet akár 108, tehát akár egyetlen foton is kelthet észlelhető jelet. A nagy erősítés, az alacsony zaj, az alacsony válaszidő miatt kapnak szerepet a részecskefizika, a csillagászat és az orvostudomány területén. Régóta próbálják félvezető eszközökkel pótolni, de eddig nem igazán sikerült.

## Lásd még
- részecskedetektor

## Külső hivatkozások
- Electron Multiplier Elektronsokszorozó szimulációja
- Molecular expressions Elektronsokszorozó szimulációja és leírása (angolul)
- Magyar bevezetőoldal négy PMT-szimulációhoz (Java és Flash)[halott link], melyek az Olympus oldalain találhatók
- http://www.feltalaloink.hu/tudosok/bayzoltan/html/bayzoltal1.htm